# Економіка Північної Кореї
Економіка Північної Кореї

## Загальна характеристика

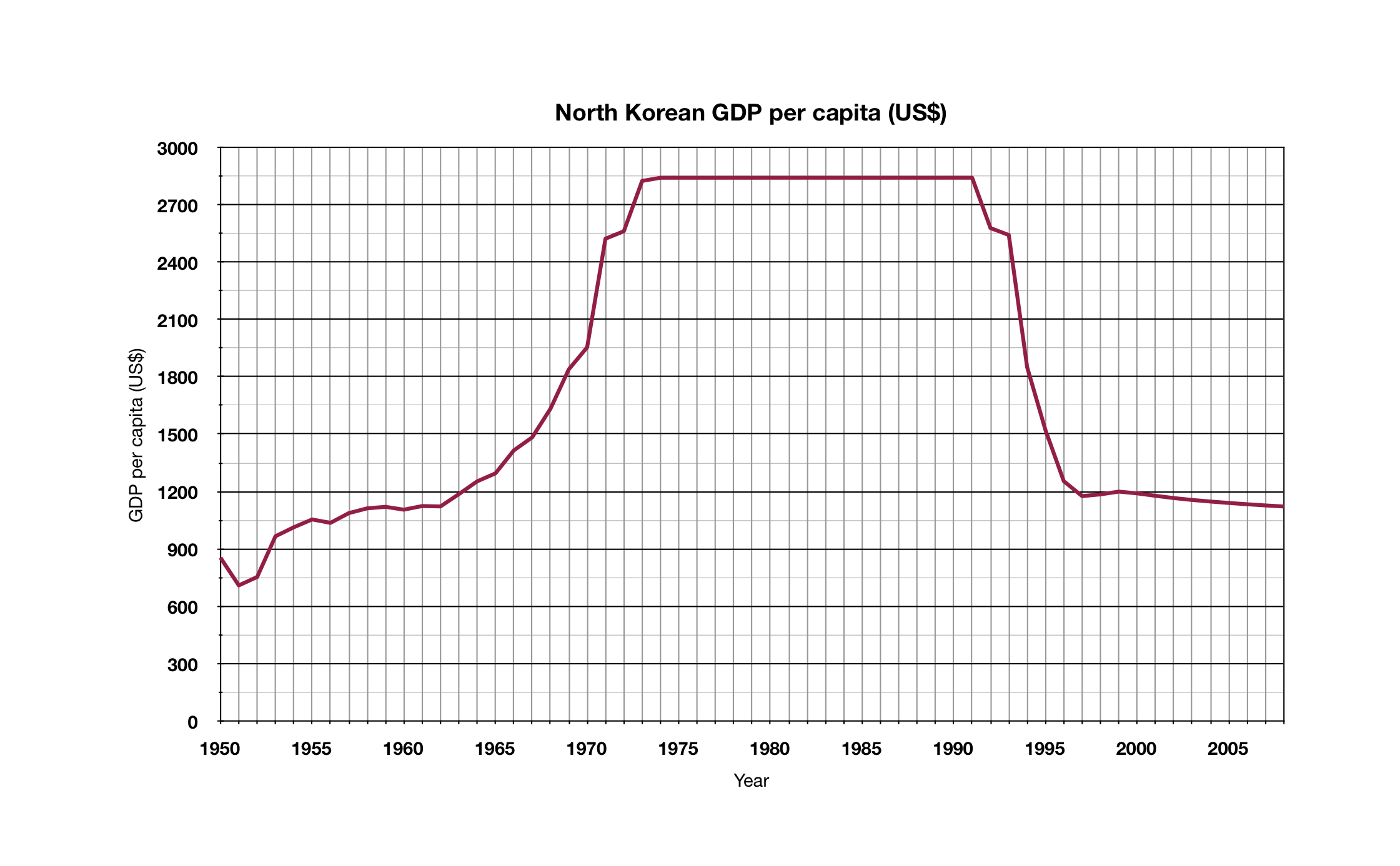
Зміни ВНП на особу (Міжнародні долари Гирі-Хаміса 1990 р.)

Північна Корея — аграрно-промислова країна. Основні галузі промисловості: машинобудівна, нафтопереробна, хімічна, чорна та кольорова металургія, гірнича, харчова, текстильна. Транспорт — автомобільний, залізничний, морський, повітряний. Основні морські порти на східному узбережжі — Наджін, Чхонджін, Хіннам і Вонсан, на західному — Нампхо, Соннім, Хеджу.
ВВП — $ 21 млрд (1992). Темп зростання ВВП — 1,1%. ВВП на душу населення — $ 943 (1992). Імпорт (нафта, машини, апарати, пшениця) г.ч. з Китаю (32%), Японії (17%), Росії (4,7%), Південної Кореї (4,3%). Експорт (мідь, залізні руди, машини, рис, женьшень, рибні продукти та фрукти, продукція хімічних виробництв, машинобудування і легкої промисловості) до Японії (27%), Південної Кореї (20%), Китаю (5,2%).
Промисловість у Північній Кореї знаходиться в державній власності. Спосіб господарювання — соціалістичний. У країні діє система централізованого державного планування.
Сільське господарство колективізоване. У Північній Кореї розвивається переважно важка індустрія, в яку надходять основні інвестиції. У 1990-х роках структура ВВП (%): промисловість — 46, сільське господарство — 21.
Північна Корея традиційно отримувала продовольство в основному з Півдня або з Китаю, тому після розділу їй довелося самостійно вирішувати продовольчу проблему: за 1949–1969 збори зерна були практично подвоєні, підвищилися урожаї інших культур. Зростання врожайності зернових культур було зумовлене широким застосуванням зрошування на рисових полях і використанням мінеральних добрив.
Позитивно позначилися також механізація польових робіт, електрифікація сільської місцевості і вдосконалення організації виробництва.
Фінансова система створювалася за радянським і китайським зразками. Банки обслуговують в основному державні підприємства, за рахунок прибутків яких країна отримує більшу частину податків.
У 1990-х роках у країні вироблялося 53-54 млрд кВт·год електроенергії, з них бл. 50% — на ТЕС.

## Нова система економічного управління28 червня(2012)
У серпні 2012 року стало відомо, що влада КНДР вирішила відмовитися від планової економіки. З 6 серпня на підприємствах, у робочих організаціях і в партосередках стали проводитися лекції про перехід до нової економічної системи. Цю політику в країні називають «Новою системою економічного управління 28 червня». Можливо, саме 28 червня лідер КНДР Кім Чен Ин віддав секретне розпорядження про розробку такої програми реформ.
Відповідно до нової політики, підприємства зможуть працювати самостійно, без жорсткого державного регулювання, і будуть самі встановлювати ціни на свої товари. Проте керівництво підприємств буде як і раніше призначатися і зніматися державою, а приватним особам не дозволять відкривати свій бізнес.
Реформи проведуть і в сільському господарстві. Держава буде залишати селянам 30 % виробленої ними продукції (в даний час вилучається вся продукція).
Реформи подаються в країні як власний соціалістичний план, а не результат зовнішнього впливу.
Згідно з оцінкою південнокорейського міністерства з об'єднання двох країн, мова, можливо, йде про експеримент, який буде проведений в деяких частинах КНДР.
За даними Корейського інституту розвитку в Сеулі, в 2007-2017рр. зарплати у держсекторі збільшилися більш ніж на 250% приблизно до $85 (понад 75 000 північнокорейських вон) на місяць. А неофіційні заробітки на стороні в приватному секторі зросли за той же період більш ніж на 1200%. 40% населення Північної Кореї  працюють на неофіційних приватних підприємствах, що зазвичай створюються всередині міністерств, тобто з'являються ознаки появи в країні конгломератів, що нагадують японські або південнокорейські (наприклад, група Masikryong керує гірськолижним курортом, туристичними турами, автобусами та продає бутильовану воду; Air Koryo керує одним із численних операторів таксі в Пхеньяні і продає консервоване м'ясо фазанів), стверджується у книзі North Korea Confidential(2015). Джеймс Пірсон з Reuters та Деніел Тюдор, колишній співробітник The Economist, завдяки різноманітним джерелам та за допомогою особистих вражень і репортажів з перших рук зосереджуються на реальному повсякденному житті країни (від громадян Пхеньяну до перебіжчиків з різних періодів і регіонів, до колишніх дипломатів і неурядових організацій з багаторічним досвідом роботи в країні, до транскордонних торговців із сусіднього Китаю). У книзі пояснюється, яким каталізатором був північнокорейський голод 1990-х років, що зруйнував державну систему нормування та прискорив північнокорейську маркетингову діяльність і проклав шлях до оригінальної форми капіталізму.
У листопаді 1999 року Південна Корея почала модернізувати свою частину лінії Кьон'їсон. У 2018 році південнокорейськими фахівцями був проведений аналіз північнокорейської системи залізниць показав, що для запуску повноцінного залізничного сполучення між Північчю і Півднем доведеться зробити набагато більший обсяг робіт, ніж очікувалося. Дороги Північної Кореї мало змінилися з 1950—1953 рр., хоча на більшості ліній була проведена електрифікація.  Рух часто обмежений швидкістю 40-60 кілометрів на годину, а на східній береговій лінії середня швидкість руху не перевищує 30 кілометрів на годину. Таким чином, модернізація залізничної мережі Північної Кореї за різними оцінками та з урахуванням різних сценаріїв вимагатиме від 39 до 77 млрд доларів США, що є непідйомною для Південної Кореї сумою.
Існуючий залізнично-автомобільний міст Даньдун-Сінийджу має лише одну залізничну колію та одну автомобільну смугу, якою можуть рухатися транспортні засоби масою не більше 20 тонн. За добу мостом проходить всього близько 200 автомобілів, на рік — близько 70 000. У зв'язку з цим у 2014 р. за вісім кілометрів від старого мосту було побудовано новий чотирисмуговий автомобільний міст. Китай орієнтується на значне збільшення торговельного обороту з КНДР: у 2019 році запущено новий китайсько-північнокорейський пункт пропуску Цзіань, завершено будівництво мостів у пунктах пропуску Цюаньхе та Тумень, до кінця 2019 р. планується провести реконструкцію КПП Шуанмуфен, відновлено роботи на мосту Даньдун-Сініджу.

## Коронавірусна хвороба 2019 у Північній Кореї
КНДР стала однією з перших країн, які закрили свої кордони у зв'язку з поширенням COVID-19. Уже в січні 2020 року уряд КНДР ввів значні обмеження на закордонні подорожі для північнокорейців, а в кінці січня повністю закрив країну для закордонних туристів.[джерело?]
За даними Сеульського агентства зі сприяння торгівлі та інвестицій Кореї, загальний обсяг зовнішньої торгівлі Північної Кореї у 2020 році скоротився на 73,4% до 863 мільйонів доларів .

## Див також
- Транспорт Північної Кореї

## Виноски
1. ↑  Усі дані, якщо це не зазначені окремо, подані у доларах США.
2. ↑  Maddison Project. Архів оригіналу за 30 січня 2021. Процитовано 3 квітня 2013.
3. ↑  КНДР відмовляється від планової економіки. http://tsn.ua/. Архів оригіналу за 12 серпня 2012. Процитовано 9 серпня 2012. {{cite web}}: Зовнішнє посилання в |publisher= (довідка)
4. ↑  Как Северная Корея переходит к капитализму – ВЕДОМОСТИ. web.archive.org. 2 липня 2017. Архів оригіналу за 2 липня 2017. Процитовано 14 листопада 2021.
5. ↑  Дэниел Тюдор, Джеймс Пирсон Северная Корея изнутри: черный рынок, мода, лагеря, диссиденты и перебежчики . Северная Корея изнутри. Черный рынок, мода, лагеря, диссиденты и перебежчики. culture.wikireading.ru. Архів оригіналу за 14 листопада 2021. Процитовано 14 листопада 2021.
6. ↑  Jin, Kang Mi (18 січня 2019). North Korean railways continue to languish with aging infrastructure. Daily NK (амер.). Архів оригіналу за 23 листопада 2021. Процитовано 23 листопада 2021.
7. ↑  Shinkman, Paul D. North Korea Opens Borders to Aid Amid Coronavirus Threat. Архів оригіналу за 21 березня 2020. Процитовано 21 березня 2020. (англ.)
8. ↑  Архівована копія. Архів оригіналу за 23 листопада 2021. Процитовано 23 листопада 2021.{{cite web}}:  Обслуговування CS1: Сторінки з текстом «archived copy» як значення параметру title (посилання)